# Mampir (Cileungsi)
Mampir is een bestuurslaag in het regentschap Bogor van de provincie West-Java, Indonesië. Mampir telt 13.020 inwoners (volkstelling 2010).